# Hodh Ech Chargui
Hodh El Gharbi is een van de twaalf regio's van Mauritanië. Het is Mauritaniës op twee na grootste regio qua oppervlakte (182.700 km²) en de op een na grootste qua aantal inwoners (meer dan 320.000 in 2005). De hoofdstad van de regio is Néma.

## Grenzen
De regio grenst aan één buurland van Mauritanië:
- Drie regio's van Mali:
  - Timboektoe in het oosten.
  - Ségou in het oosten van de zuidgrens.
  - Koulikoro in het westen van de zuidgrens.

Verder grenst Hodh El Gharbi nog aan drie andere regio's:
- Adrar in het uiterste noordwesten.
- Tagant in het centraal-noordwesten.
- Hodh El Gharbi in het zuidelijke noordwesten.

## Districten
De regio is verdeeld in zes departementen:
- Amourj
- Bassikounou
- Djiguenni

- Néma
- Oualata
- Timbédra

Adrar · Assaba · Brakna · Dakhlet Nouadhibou · Gorgol · Guidimakha · Hodh Ech Chargui · Inchiri · Nouakchott · Tagant · Tiris Zemmour · Trarza · Nouakchott (district)